# Скансбрун
59°18′12″ пн. ш. 18°04′47″ сх. д. / 59.30333333° пн. ш. 18.07972222° сх. д.
Скансбрун (швед. Skansbron) — міст, що розкривається у центрі Стокгольма , Швеція. 
Споруджено через канал Гаммарбюканален, сполучає острів Седермальм з південним материковим районом Седра-Гаммарбюгамнен.
До того, як озеро Гаммарбю-Сьйо було перетворено на канал в 1920-х роках, Сканстул, південні ворота міста, був оточений укріпленнями, включаючи рів, через який простий дерев'яний міст вів у місто.

В 1914 році міська рада визначила, що подвійне транспортне навантаження на Слюссен, викликане кораблями, що рухаються з заходу на схід, і транспортними засобами, що прямують з півночі на південь, буде вирішено шляхом перенаправлення кораблів на південь від Седермальма через канал, який буде побудовано. 

Затримані Першою світовою війною, роботи були нарешті розпочаті в 1923 році, а до 1925 року було завершено двостулковий сталевий підйомний міст. 
Ширина мосту 14,9 м, ширина проїжджої частини – 10,7 м, горизонтальний просвіт – 12,5 м. 

Під час будівництва мосту транспортний потік з півночі на південь обмежувався тимчасовим дерев’яним віадуком довжиною 98 м з центральним прольотом 32,5 метра та трубами для водопостачання, електроенергії, газу та каналізації, що підлягають під проїжджою частиною. 